# Йохан Кристоф фон Тюрхайм
Йохан Кристоф фон Тюрхайм (на немски: Johann Christoph Freiherr von Thürheim; * 2 ноември 1589; † 14 август 1634, Линц) е австрийски имперски фрайхер от стария швабски род Тюрхайм в Горна Австрия.

## Живот
Той е син на Филип Якоб фон Тюрхайм (* 1545; † 4 юни 1597) и съпругата му Кордула фон Нусдорф († 28 юни 1616, Мюнхен). Внук е на Кристоф фон Тюрхайм († 1574) и Маргарета Маршал фон Папенхайм († 1588).
Йохан Кристоф е издигнат на имперски фрайхер през 1625 г. Той се установява през 1629 г. в Горна Австрия и се нарича на резиденцията им в Тюрлесберг при Унтертюрхайм до Дунав в Баварска Швабия.
Той купува през 1629 г. дворец Вайнберг в Горна Австрия. Дворецът Вайнберг остава собственост на фамилията до измирането на рода през 1961 г.
Фамилията е издигната през 1666 г. на имперски графове.

## Фамилия
Йохан Кристоф фон Тюрхайм се жени на 9 юни 1619 г. за Мария Анна Марта фон Тауфкирхен (* 9 декември 1595; † 1661), дъщеря на Буркард фон Тауфкирхен/Тауфкирхер (1541 – 1606) и Анна Елизабет фон Шварценщайн (1570 – 1617). Те имат децата:
- Франц Леополд фон Тюрхайм (* 23 април 1624, Ебелсберг; † 12 ноември 1700, Виена), граф, женен I. на 5 ноември 1662 г. за графиня Сузана Франциска фон Брандис († 31 декември 1676), II. на 25 ноември 1681 г. за фрайин Йохана Елеонора Свиховски з Риземберк (* 1651; † 12 август 1718, Виена); има общо два сина
- Мария Елизабет фон Тюрхайм (* 1625), омъжена за фрайхер Ханс Кристоф Пергер фон Клам († 1697)
- Кристоф Леополд фон Тюрхайм (* 10 декември 1629, Линц; † 9 август 1689, Линц), граф, женен на 4 юли 1657 г. за Анна Юдит фон Залбург († 25 декември 1668); имат син